# عبيد بن أوس
عبيد بن أوس بن مالك صحابي من الأنصار من بني ظفر من الأوس، ذكر الواقدي وموسى بن عقبة وابن إسحاق أنه شهد غزوة بدر، ولم يذكر ذلك أبو معشر البلخي. قيل أن عبيد أسر يوم بدر العباس بن عبد المطلب ونوفل بن الحارث وعقيل بن أبي طالب، فقرنهم في حبل، وأتى بهم النبي محمد، فسمّاه مقرنًا. إلا أن ابن إسحاق أخذ بقول بني سَلَمَة من الخزرج أن الذي أسر العباس أبو اليسر كعب بن عمرو.